# Zjochov-site
De Zjochov-site is een archeologische vindplaats van de mesolithische Soemnagincultuur, gelegen op 76° noorderbreedte op Zjochoveiland (behorend tot de Nieuw-Siberische Eilanden) in Jakoetië. Ze dateert uit het 7e millennium v.Chr.
De vondsten zijn uniek door hun locatie op hoge breedtegraden. In het noorden vestigde de prehistorische mens zelden permanente nederzettingen (er zijn meer noordelijke locaties geïdentificeerd in Groenland, maar deze zijn veel jonger).
In die tijd maakte het eiland deel uit van het vasteland. Tussen de 25 en 50 mensen woonden permanent in de nederzetting. Het hele jaar door werd er gejaagd op rendieren en in de winter op ijsberen. Er is bewijs gevonden voor het regelmatig eten van ijsberenvlees. Nergens anders ter wereld werd een dergelijke cultuur van het eten van ijsberenvlees gevonden: ook in dit opzicht lijkt het kamp op het Zjochoveiland uniek.
Inwoners van het Zjochov-kamp voerden obsidiaan aan vanaf de oevers van het Krasnoje-meer in Tsjoekotka. 

## Afkomst
Genetisch gezien waren de bewoners van de site van West-Euraziatische afkomst. De voorouders van deze mensen kwamen vanuit West-Siberië of de Oeral naar deze plek. Onder de bewoners van de Zjochov-site werd de mitochondriale haplogroep K bepaald (tegenwoordig aanwezig bij 18% van de Tsjoevasjen en ongeveer 10% van de bevolking rond de Alpen en op de Britse eilanden, evenals onder de volkeren van West-Azië). Een vermoedelijke mitochondriale haplogroep W werd bepaald in twee monsters (de hoogste concentratie vindt men tegenwoordig in het noorden van Pakistan) en haplogroep V (moderne distributie bij de Samen en de Pasiego van Noord-Spanje). In latere periodes werd de genetische lijn van deze mensen niet meer gevonden in de lokale noordelijke bevolking, wat wijst op de afgeslotenheid van deze etnische groep voor vreemden.

## Honden
Tijdens opgravingen in 2015 werden de overblijfselen van honden ontdekt. Na bestudering van deze deden wetenschappers de ontdekking dat de bewoners van de Zjochov-site al 9.000 jaar geleden rasechte sledehonden fokten, zeer dicht bij de standaard van de moderne Siberische laika. De gevonden resten getuigen van doelgericht langdurig werken met de honden, waarvan de overblijfselen van zowel volwassen als oude exemplaren werden gevonden. Ouder wordende honden werden tot het laatst toe verzorgd, waardoor deze niet stierven van de honger. Later werden sleeën gevonden, wat aangeeft dat de honden werden gebruikt als sledehonden. Er is ook reden om aan te nemen dat enkele van de bijzonder grote laika's hielpen bij de berenjacht.
De resultaten van een vergelijkende genoombrede studie maakten het mogelijk te bepalen dat de stamboom van moderne sledehonden afkomstig was van een gedomesticeerde voorouder die 9,5 duizend jaar geleden in Arctisch Siberië leefde. Het genoom van de onderkaak van de Zjochov-hond heeft een dekking van 9,6 x. De kaak dateert van 9.524 kalenderjaren BP. Het genoom van de Zjochov-hond was het nauwst verwant aan het genoom van moderne sledehonden (Groenlandse hond, Alaska-malamute en Siberische husky) en Amerikaanse pre-Columbiaanse honden, zoals als de hond uit Maritiem-Archaïsche cultuur-site van Port au Choix (~ 4000 v.Chr.)  Ongecontroleerde clusteranalyse met behulp van NGSadmix-software groepeerde de moderne gedomesticeerde honden in vier clusters: Afrikaanse, Europese, Aziatische, en sledehonden, waaronder de Zjochovhond. Dit suggereert een genetische continuïteit in arctische hondenrassen gedurende ten minste de laatste 9.500 jaar, wat een ondergrens stelt aan de oorsprong van de sledehondenlijn. 
Het DNA van de Zjochov-honden is vergelijkbaar met het DNA van oude honden gevonden in het gebied van het Baikalmeer (Baikalhonden), in Noord-Amerika en op de mesolithische site van Veretje (district Kargopol van de oblast Archangelsk), en met het DNA van de moderne zingende honden van Nieuw-Guinea. 
D-statistieken wezen ook op een overmaat aan allelen tussen de pleistocene wolven van de Jana-site en de Tajmyr enerzijds en de Amerikaans-Zjochovse sledehonden anderzijds, wat suggereert dat er een vermenging was opgetreden tussen de Pleistocene wolven en de voorouders van de Amerikaans-Zjochovse honden.